# Курт Бреннеке
Карл Альберт Курт Бреннеке (нім. Karl Albert Kurt Brennecke; 16 грудня 1891, Зальцгіттер — 30 грудня 1982, Бонн) — німецький офіцер, генерал піхоти вермахту. Кавалер Лицарського хреста Залізного хреста.

## Біографія
Учасник Першої світової війни. 18 жовтня 1914 року був важко поранений і до червня 1915 року перебував у шпиталі; командир батальйону. З 18 лютого по 23 березня 1919 року — комендант штаб-квартири добровольчого корпусу «Бергманн».  Після демобілізації армії залишений в рейхсвері. Закінчив секретні офіцерські курси в Берліні (1925). З 1 січня 1934 по 20 травня 1935 року — командир 2-го автотранспортного батальйону (з 1 жовтня 1934 року — батальйон «Штеттін»). З 1 червня 1935 року — начальник штабу 8-го військового округу і 8-го армійського корпусу, з 24 листопада 1938 року — 6-ї групи сухопутних військ. З 26 серпня 1939 року — начальник штабу 4-ї армії. Учасник Польської і Французької кампаній. З 25 жовтня 1940 року — начальник штабу групи армій «C», з 21 червня 1941 по 17 січня 1942 року — «Північ». З 19 лютого 1942 по 27 січня 1943 року — командир 43-го армійського корпусу (з перервою з 28 червня по 15 серпня 1942), з яким вів бої в районі Юхнова і Спас-Дем'янська. З 15 червня 1943 року — начальник курсів дивізійних і корпусних командирів.8 травня 1945 року взятий в полон американськими військами. 31 березня 1948 року звільнений. Брав участь у створенні бундесверу, в 1955-56 роках — член Експертного комітету.

## Звання
- Фанен-юнкер (18 лютого 1910)
- Фанен-юнкер-унтерофіцер (1 липня 1910)
- Фенріх (18 жовтня 1910)
- Лейтенант (18 серпня 1911)
- Оберлейтенант (18 серпня 1915)
- Гауптман (18 серпня 1918)
- Майор (1 лютого 1930)
- Оберстлейтенант (1 квітня 1933)
- Оберст (1 квітня 1935)
- Генерал-майор (1 серпня 1939)
- Генерал-лейтенант (1 серпня 1940)
- Генерал піхоти (1 лютого 1942)

## Нагороди
- Залізний хрест
  - 2-го класу (16 жовтня 1914)
  - 1-го класу (30 жовтня 1915)
- Орден «За заслуги» (Баварія) 4-го класу з мечами (21 грудня 1914)
- Хрест «За вірну службу» (Шаумбург-Ліппе) (18 липня 1915)
- Хрест «За військові заслуги» (Ліппе) (26 вересня 1915)
- Нагрудний знак «За поранення» в чорному
- Почесний хрест ветерана війни з мечами (30 січня 1935)
- Медаль «За вислугу років у Вермахті» 4-го, 3-го, 2-го і 1-го класу (25 років)
- Медаль «У пам'ять 13 березня 1938 року» (18 квітня 1939)
- Застібка до Залізного хреста
  - 2-го класу (12 вересня 1939)
  - 1-го класу (28 вересня 1939)
- Медаль «За Атлантичний вал»
- Штурмовий піхотний знак в сріблі
- Німецький хрест в золоті (13 жовтня 1941)
- Лицарський хрест Залізного хреста (12 липня 1942)
- Медаль «За зимову кампанію на Сході 1941/42»
- Орден «За заслуги перед Федеративною Республікою Німеччина», командорський хрест